# 峰岸 (さいたま市)
峰岸（みねぎし）は、埼玉県さいたま市西区の大字。郵便番号は331-0075。

## 地理
さいたま市西区の北西部の大宮台地（指扇支台）上の縁に位置する南北に細長い逆三角形の形をした地域。すぐ西側は台地の崖線があり、荒川流域の沖積平野（荒川低地）である。地区の東側を指扇領辻、南側から西側にかけて宝来、北側を上尾市西貝塚と接する。北側は対角線上に平方領領家の飛地が位置している。荒川左岸の河川区域内に入会地由来のごく小さな飛地がある。土地利用として地区内は耕作地が多い農業地域であるが、西側には市営峰岸住宅などまとまった住宅地もある。
地区内に古墳期の遺跡である峰岸南遺跡がある

## 歴史
もとは江戸期より存在した武蔵国足立郡指扇領に属する峯岸村であった。峯岸は『武蔵田園簿』では嶺岸とも記される。村高は正保年間の『武蔵田園簿』では38石余（田10石余、畑27石余）、『元禄郷帳』や『天保郷帳』によると38石余であった。助郷は中山道上尾宿に出役していた。化政期の戸数は10軒で、村の規模は東西2町余、南北10町余であった。地名は「峯」は台地、「岸」は崖や山側を意味し、低地との境となる崖線の台地側という意であるとされる。貝塚村のうちにあった当村他、貝塚・平方・入間郡辻古谷上村の入会の地や、当村他、宝来・辻・別所・古谷上村の入会の地などに飛地を領していた。
- 1590年（天正18年）の知行は旗本三宅氏、1596年（慶長元年）より幕府領となる[5]。
- 1623年（元和9年）より知行は旗本山内氏。1689年（元禄2年）より再び幕府領となる[5]。なお、検地は1694年（元禄7年）に実施。また、荒川沿いにある下谷原入会地の検地は1744年（延享元年）に実施[6]。
- 1828年（文政11年）より上尾宿寄場64か村組合に所属[5]。
- 幕末の時点では足立郡に属し、明治初年の『旧高旧領取調帳』の記載によると、幕府領（代官・大竹左馬太郎支配所）[注釈 2]。
- 1868年（慶応4年）6月19日 - 武蔵知県事・山田政則（忍藩士）の管轄となる。
- 1869年（明治2年） 
  - 1月13日 - 武蔵知県事・宮原忠英の管轄区域に大宮県を設置、同県の管轄となる。県庁は東京府馬喰町に置かれる。
  - 9月29日 - 県庁が浦和に置かれ浦和県に改称。
- 1871年（明治4年）11月13日 - 第1次府県統合により埼玉県の管轄となる。
- 1879年（明治12年）3月17日 - 郡区町村編制法により成立した北足立郡に属す。郡役所は浦和宿に設置。
- 1889年（明治22年）4月1日 - 町村制施行に伴い、指扇村・宝来村・峯岸村・内野本郷村・西新井村・中釘村・清河寺村・高木村・指扇領辻村・指扇領別所村が合併し、指扇村が成立。峯岸村は指扇村の大字峰岸となる[5]。
- 1955年（昭和30年）1月1日 - 指扇村・馬宮村・植水村・片柳村・七里村・春岡村が大宮市へ編入合併され[7]、大宮市の大字となる。
- 1966年（昭和41年） - 1963年（昭和38年）より着工された市営峰岸住宅が落成する[5]。
- 1993年（平成5年） - 穂積コミュニティ会館が完成する[8]。
- 2001年（平成13年）5月1日 - 浦和市・大宮市・与野市が合併し、さいたま市が発足。同市の大字となる。
- 2003年（平成15年）4月1日 - さいたま市が政令指定都市に移行し、同市西区の大字となる。

### 峯岸村に存在していた小字
- 北[9]
- 南
- 貝塚前
- 八百野
- 貝塚谷

## 世帯数と人口
2019年（平成31年）1月1日時点の世帯数と人口は、以下のとおりである。
| 大字     | 世帯数  | 人口  |
| -------- | ------- | ----- |
| 大字峰岸 | 306世帯 | 619人 |

## 小・中学校の学区
市立小・中学校に通う場合、学区（校区）は以下のとおりとなる。
| 区域 | 小学校                   | 中学校                 |
| ---- | ------------------------ | ---------------------- |
| 全域 | さいたま市立指扇北小学校 | さいたま市立指扇中学校 |

## 交通

### 鉄道
地内に鉄道路線は通っていない。最寄り駅は、全域が東日本旅客鉄道（JR東日本）川越線の指扇駅である。

### 道路
- 埼玉県道57号さいたま鴻巣線 - 旧埼玉県道井戸木中野林浦和線[4]

### バス
指扇駅北口方面の路線バスが運行されている。さいたま市コミュニティバスは峰岸方面へ運行されないが、替わりにさいたま市西区乗合タクシー「あじさい号」の運行を実施している。
東武バスウエスト上尾営業所
地区内は「峰岸団地」、「指扇神社前」停留所が設置されている。
さいたま市乗合タクシー「あじさい号」
地区内は「穂積神社下」停留所が設置されている。

## 施設など
- 峰岸自治会館
- 峰岸団地自治会館
- 穂積コミュニティ会館
- 市営峰岸住宅 - 峰岸団地とも
- 穂積神社
- 峰岸北公園
- 宝来運動公園（一部） - 飛地に位置する